# Ebenist

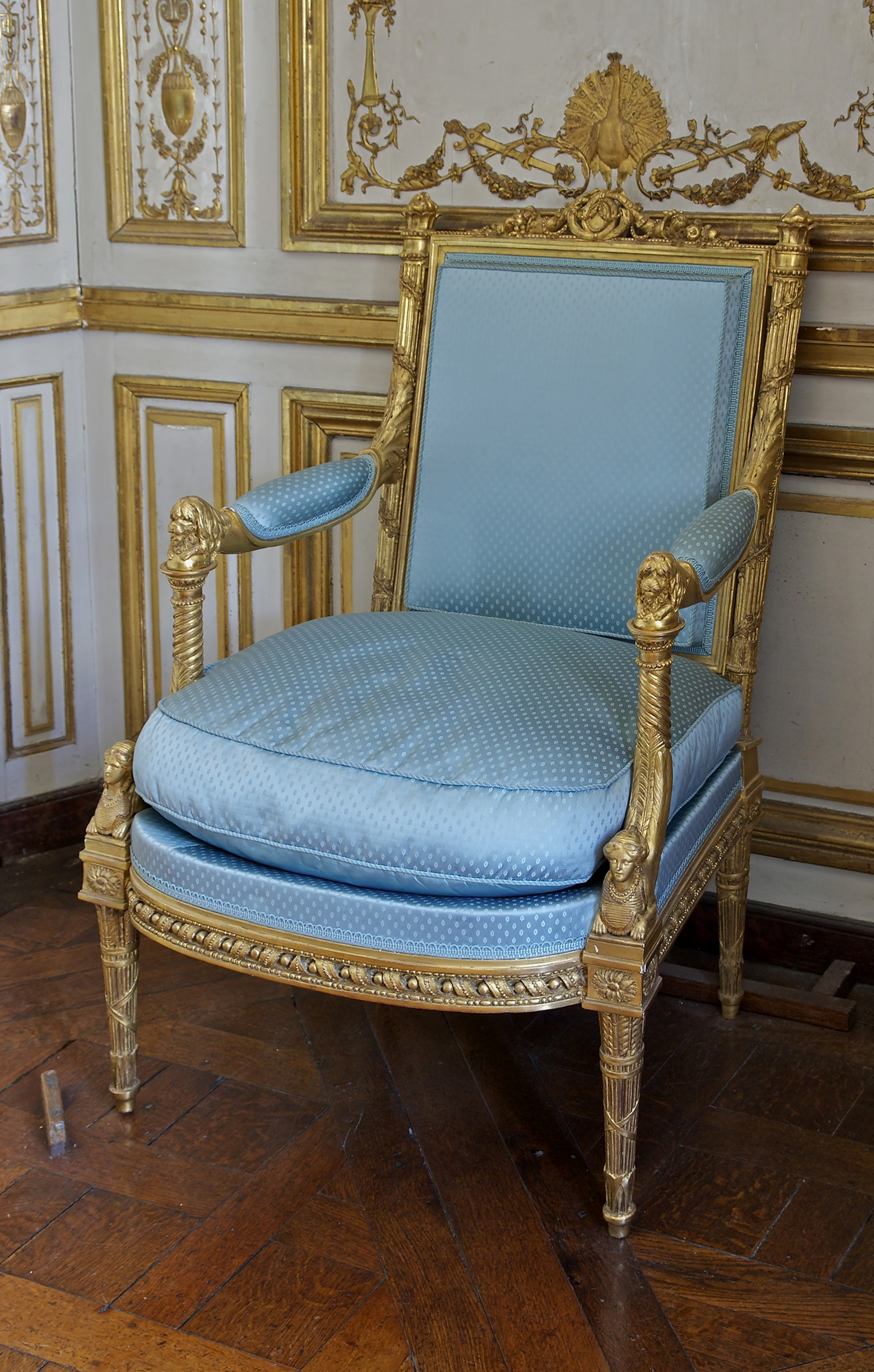
En stol från 1781, Versailles slott

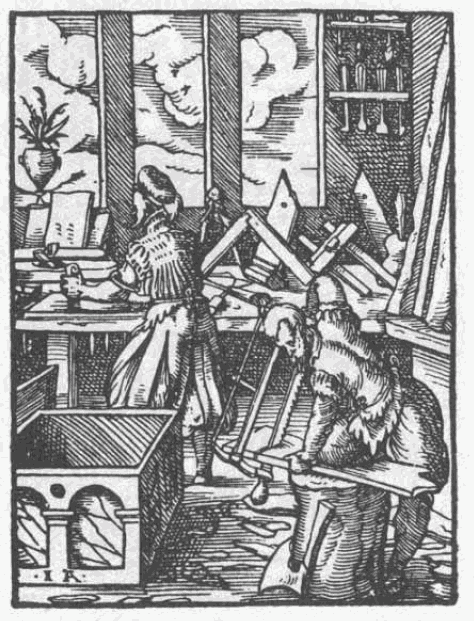
Ebenister i arbete på 1500-talet

Ebenist, från franskans ébéniste, är en sorts finsnickare. Namnet kommer av att de ofta tillverkade lyxvaror av ebenholts. På slutet av 1700-talet hade ebenisterna en egen förening i Stockholm, Stockholms ebenistsocietet, eftersom de inte fick vara med i snickarnas skrå.